# Jacob Helder
Jacob Helder (conocido como Jaap Helder; 24 de septiembre de 1907-13 de enero de 1998) fue un deportista neerlandés que compitió en vela en la clase Flying Dutchman.
Ganó una medalla de plata en el Campeonato Mundial de Flying Dutchman de 1957 y una medalla de bronce en el Campeonato Europeo de Flying Dutchman de 1961.

## Palmarés internacional
| Campeonato Mundial | Campeonato Mundial | Campeonato Mundial | Campeonato Mundial |
| Año                | Lugar              | Medalla            | Clase              |
| ------------------ | ------------------ | ------------------ | ------------------ |
| 1957               | Rímini (Italia)    | Medalla de plata   | Flying Dutchman    |
| Campeonato Europeo |                    |                    |                    |
| Año                | Lugar              | Medalla            | Clase              |
| 1961               | Attersee (Austria) | Medalla de bronce  | Flying Dutchman    |